# Globo ovo de avestruz
O Globo ovo de avestruz é reivindicado como o primeiro globo conhecido a retratar o Novo Mundo (com a América do Norte mostrada apenas como pequenas ilhas). Pode ter sido o protótipo para o Globo Hunt-Lenox, uma Fundição em cobre vermelho.

## Descrição
O globo oco é feito das metades inferiores unidas de dois ovos de avestruz.
O gêmeo desse globo, o Globo Hunt–Lenox está Biblioteca Pública de Nova Iorque, é também uma fundição feita em cobre vermelho representando a Terra no centro de uma esfera armilar. Ambos os globos apresentam a frase sinistra "Aqui há dragões."

## Procedência
O globo foi colocado à venda em 2012 na London Map Fair realizada na Real Sociedade Geográfica (Reino Unido). Sua semelhança com o Globo Lenox Globe foi confirmada pelo ex-presidente da Coronelli Society, professor Rudolf Schmidt, e confirmada pelo especialista em arte arquiduque Dr. Géza von Habsburg em 2013.(p11, 15)
O proprietário do globo, Stefaan Missinne, escreveu um livro que argumenta que o globo foi feito por Leonardo da Vinci, citando escritos de Leonardo indicando uma abordagem semelhante para fazer uma análise “Gore segmento”. (p19).  O cartógrafo Wouter Bracke afirma que o livro de Missine deve ser considerado "um relatório sobre a pesquisa do autor no globo e [não] uma publicação científica e acadêmica final", e que a “Cambridge Scholars Publishing” na falta de um conselho editorial "claramente falhou em orientar o autor na preparação de sua publicação". Em última análise, Bracke afirma que são necessárias mais pesquisas para concluir a questão da proveniência do globo.